# Acanthodelta melicertoides
Acanthodelta melicertoides är en fjärilsart som beskrevs av Embrik Strand 1914. Acanthodelta melicertoides ingår i släktet Acanthodelta och familjen nattflyn. Inga underarter finns listade i Catalogue of Life.